# Reiter-Verband von Pannwitz
Grupa bojowa Pannwitz (ros. Kавалерийская группа фон Паннвица) – oddział kawalerii Wehrmachtu złożony z Niemców, Rumunów i Kozaków, utworzony podczas II wojny światowej.
Oddział został sformowany 15 listopada 1942 roku przy sztabie Grupy Armijnej "A" w Woroszyłowsku. Na jego czele stanął płk Helmuth von Pannwitz. Jego celem było utworzenie kozackiej jednostki wojskowej, ale wobec sprzeciwu najwyższego dowództwa w Berlinie i kierownictwa NSDAP uzyskał jedynie zgodę na formowanie improwizowanej grupy bojowej bez użycia nazwy kozacka. Oddział miał charakter zmechanizowano-konnej grupy bojowej. Składała się ona z kilku sotni kozackich, oddziału pancernego, oddziału rumuńskiej kawalerii i rumuńskiej zmotoryzowanej baterii ciężkiej artylerii, różnych oddziałów tyłowych i kilku dział przeciwlotniczych. 
Grupa bojowa Pannwitza wchodziła w skład zgrupowania armijnego Hotha która prowadziła działania bojowe mające na celu odblokowanie wojsk niemieckich w Stalingradzie. 
Grupa bojowa Pannwitza otrzymała rozkaz zatkania dziur w obronie niemiecko-rumuńskich wojsk. Początkowo skierowano ją na styk rumuńskich VI i VII Korpusu Armijnego, gdzie w rejonie wsi Szarnutowskij odpierała ataki 61 Dywizji Kawalerii Armii Czerwonej. Poniosła duże straty, po czym wycofała się w kierunku na Umancewo. Następnie została przerzucona w okolice wsi Pochliebnyj i Kotielnikowo, gdzie wsparła 6 Dywizję Pancerną atakowaną przez 81 Dywizję Kawalerii i 65 Brygadę Pancerną. 
W marcu 1943 roku grupa została przeniesiona do Mławy, po czym po rozformowaniu na jej bazie utworzono 1 Kozacką Dywizję Kawalerii. W czasie stacjonowania w Mławie gen. Pannwitz rozkazał ograniczyć Kozakom wydawanie alkoholu. Było to postępowanie zasadne, co potwierdziły późniejsze grabieże kozackie w Jugosławii, gdzie Kozacy nadużywając alkoholu dopuszczali się oprócz grabieży, także niszczenia domów a nawet gwałtów.